# La Tour des maléfices
La Tour des maléfices (titre original: Castle of Wizardry) est le quatrième tome de la saga de fantasy de David et Leigh Eddings, la Belgariade, publié en 1984.

## Résumé
S'échappant du repaire de Ctuchik, Garion et ses compagnons rencontrent Taïba, une jeune esclave marag perdue dans les souterrains sous la cité.
Ils décident d'emmener la jeune femme avec eux, car Belgarath reconnait en elle un des compagnons devant participer à la quête de l'Orbe. Fuyant devant la fureur des Murgos, le groupe, privé de Belgarath toujours dans une phase de sommeil à la suite de son rude combat, entame une course poursuite à travers le Cthol Murgos.
Les Murgos privés de leur chef devinrent obéissants envers les Grand Prêtres qui tente par tous les moyens d'atteindre le jeune garçon récupéré avant leur départ précipité de Cthol Murgos. Etant le seul à pouvoir porter l'Orbe d'Aldur, Mission doit être protégé par Polgara qui laisse le soin à Garion de s'occuper de ses amis puisqu'il en a le pouvoir. Le jeune homme sera mis à l'épreuve du commandement par Silk et en termes de pouvoirs par les Grands Prêtres. Il réussira sans peine à les dissuader de façon menaçante d'interrompre leurs tentatives.
Belgarath fera son retour à la réalité juste après et le groupe complet reprendra la route jusqu'en Algarie où ils sont sauvés par l'intervention des cavaliers du roi Cho-Hag.
Mais le vieux sorcier, qui a utilisé ses dernières forces magiques dans une action désespérée pour retarder les Murgos, tombe soudain dans un profond coma et ne doit sa survie qu'à l'intervention immédiate de sa fille, Polgara. Elle demanda à ce qu'il soit transporté à la forteresse de Cho-Hag où Garion fera la connaissance de sa cousine, Adara. 
Une fois Belgarath remis, mais non assuré de disposer encore de son pouvoir, le groupe reprend la route vers Riva afin de remettre l'Orbe d'Aldur à sa place, au-dessus du trône de Poing-De-Fer.
Après un arrêt à Prolgu pour récupérer Ce'Nedra et un détour par  la ferme de Faldor avec Polgara et la princesse afin de faire le deuil de ses souvenirs passés et afin de vraiment réaliser qu'il ne retrouvera jamais sa vie antérieure, Garion s'embarque avec ses compagnons pour l'Île des Vents.
A Riva, Garion a la joie de retrouver des amis mais apprend la vérité à son sujet : il est l'héritier du trône de Riva comme le prouve la marque présente dans sa main et sa capacité à porter l'Ordre d'Aldur. Dans la foulée, il est couronné et découvre qu'il doit épouser Ce'Nedra afin de respecter le traité de Vo Mimbre, signé des siècles auparavant. En plus de cette nouvelle, il assiste avec horreur aux premiers préparatifs de la guerre en approche contre les Angaraks. Guidé par sa voix intérieure, il découvre une prophétie l'annonçant comme celui destiné à affronter Torak, le Dieu des Angaraks. Faisant appel à Belgarath et Silk, il partira en douce avec son épée en direction de la Drasnie avec comme objectif d'aller à l'endroit où l'affrontement final aura lieu.
Durant son absence, c'est Ce'Nedra qui se désigne comme l'égérie du Ponant pour inciter tous les royaumes à se joindre à la guerre contre les Angaraks. Les rois Aloriens acceptent tout comme Polgara. Le rassemblement des troupes commence alors en Arendie où la princesse fera un formidable discours. Elle s'empare aussi des légions de son père grâce à un subterfuge et finit d'assembler son armée pour faire face aux hordes ennemies.

## Personnages principaux
- Garion
- Belgarath
- Polgara
- Silk
- Ce'Nedra
- Barak
- Relg
- Hettar
- Durnik
- Mandorallen
- Mission
- Taiba